# ابوحاتم مظفر اسفزاری
ابوحاتم مظفر اسفزاری ریاضی‌دان و ستاره‌شناس ایرانی‌تبار قرن ۱۱ و اویل ۱۲ میلادی بود. تولد وی احتمالاً ۴۳۷ قمری بوده‌است و در خراسان چشم به جهان گشود. کنیهٔ او ابوحاتم و نام پدرش اسماعیل و از اهالی اسفزار است. وی معاصر عمر خیام بوده‌است. وی در اصلاح تقویم ایرانی با خیام همکاری داشت و رسالهٔ اختصار اصول اقلیدس وی به دست ما رسیده‌است. او به همراه خیام و خازنی در رصدخانهٔ مشهور سلجوقی در اصفهان فعالیت می‌کرده. وی کتابی به نام  آثار عُلْوی به فارسی و دربارهٔ هواشناسی نگاشته. وی نوشته‌هایی در موضوعات ریاضیات، ستاره‌شناسی، فیزیک و مکانیک و احتمالاً اختراعاتی داشته اما به جز رسالهٔ اختصار اصول اقلیدس' بقیه به دست ما نرسیده‌اند. او در سال ۱۱۱۲ یا ۱۱۱۳ میلادی در بلخ با نظامی عروضی دیدار کرده‌است.
خیرالدّین زِرِکْلی درباره مرگ او نوشته است:
او مدتی از زندگی خود را صرف ساخت مقیاسی کرد که تقلب و عیار را تشخیص دهد.خزانه دار سلطان از ترس اینکه خیانت خودش در خزانه فاش شود آن را شکست و تکه تکه کرد.مظفر این را شنید، بیمار شد و از اندوه درگذشت.
1. ↑  Abattouy, Mohammed. "Isfizari". islamsci.mcgill.ca. Retrieved 6 March 2017.
2. ↑  الگو:استشهاد بكتاب